# بزكايا (فريق كرة قدم)
بزكايا (بالإسبانية: Vizcaya)‏، المعروف أيضًا باسم بيزكايا إف سي أو نادي بيزكايا كان فريق كرة قدم يمثل بلباو، إسبانيا، والذي شارك في كأس التتويج 1902 وفاز بالنهائي وكأس ملك إسبانيا 1907، وفاز بالأولى.